# Берендеево (Ярославская область)
Беренде́ево — село в Рязанцевском сельском поселении Переславского района Ярославской области, центр Берендеевского сельского округа.

## География
Село расположено в 26 км на юго-запад от центра поселения посёлка Рязанцево и в 20 км на юго-восток от райцентра Переславль-Залесского.

## История
В XII веке группа кочевников-берендеев переселилась из южнорусских степей Киевского княжества в леса Владимирского княжества, в район Переславля-Залесского, где и находится Берендеево. Они состояли на службе у владимирских князей Андрея Боголюбского, Юрия Долгорукого и других.
В 1869 году близ Берендеева болота была открыта железнодорожная станция Берендеево. Впоследствии возле неё образовалось одноимённое село.
В 1944–1993 годах Берендеево имело статус посёлка городского типа.
В XX веке в посёлке построен, а затем разрушен цех первичной обработки молока и Берендеевский торфобрикетный завод.
Рядом с посёлком на Берендеевом болоте велись торфоразработки. Узкоколейная железная дорога на торфоразработки была разграблена в 1996–1997 годах, рельсы и вагоны сданы в металлолом.
Существуют многочисленные легенды о царе Берендее, живущем на Берендеевских болотах. Именно они легли в основу произведения «Снегурочка» А. Н. Островского.

## Население
| 1905  | 1926 | 1959  | 1970  | 1979  | 1989  | 2007  |
| ----- | ---- | ----- | ----- | ----- | ----- | ----- |
| 154   | ↗285 | ↗5740 | ↘4459 | ↘3427 | ↘2506 | ↘1676 |
| 2010  |      |       |       |       |       |       |
| ↘1466 |      |       |       |       |       |       |

## Транспорт
Железнодорожная станция СЖД Берендеево основана в 1870 году. Остановочный пункт электропоездов из Ярославля в южном направлении, Александрова и Балакирево. В Берендеево от главной линии ответвляется тупиковая линия до Переславля-Залесского.

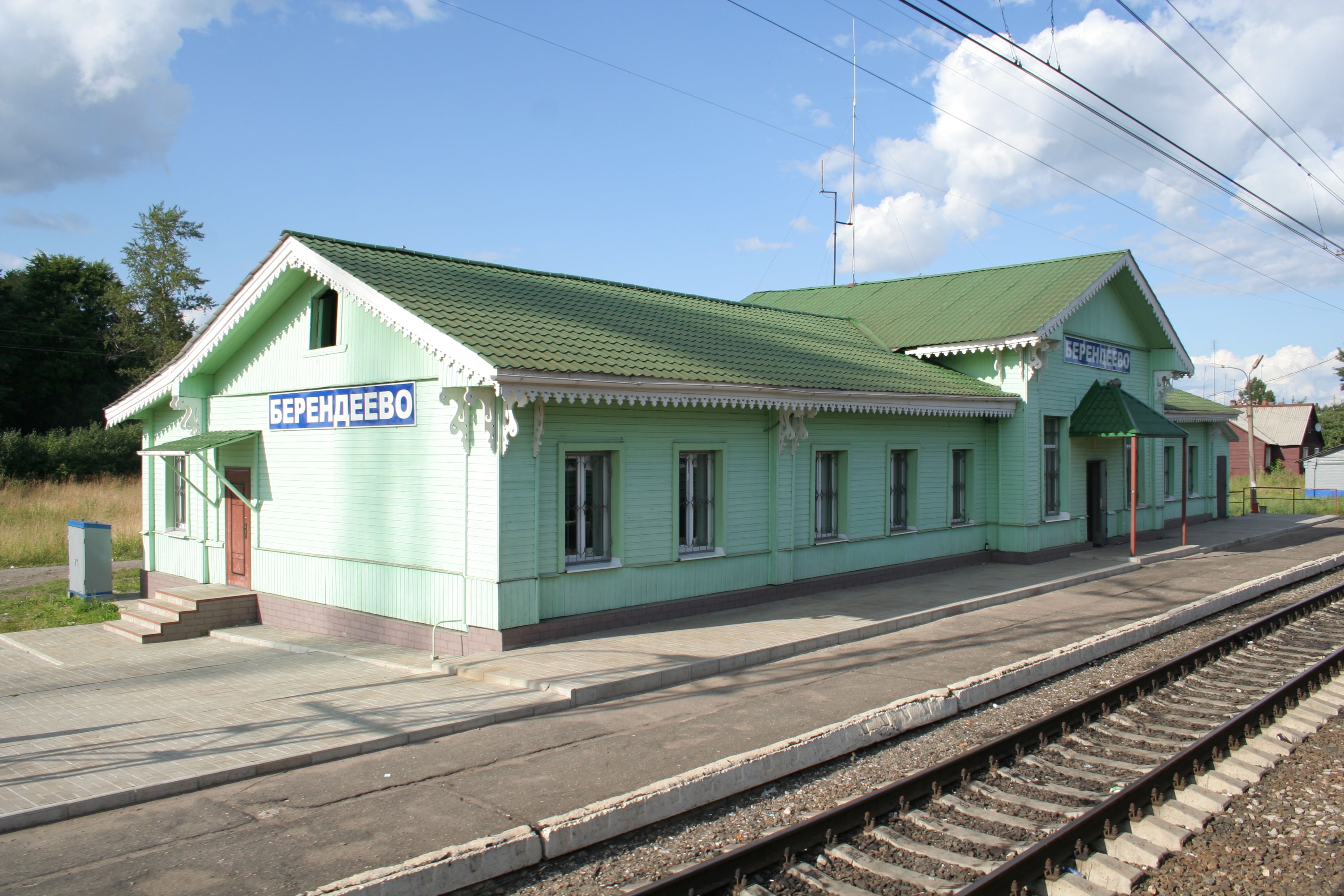
Вокзал станции Берендеево